# Raymond Washington
Raymond Lee Washington, född 14 augusti 1953 i Los Angeles, Kalifornien, död 9 augusti 1979 i Los Angeles, Kalifornien, var en amerikansk brottsling som vid 15 års ålder grundade det kriminella gänget Crips. Han sköts till döds vid 25 års ålder.

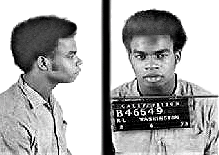